# Yelena Mukhina
Elena Vyacheslavovna Mukhina, em russo:  Елена Вячеславовна Мухина, (Moscou, 1 de junho de 1960 — Moscou, 22 de dezembro de 2006), foi uma ginasta russa que competiu em provas de ginástica artística pela extinta União Soviética. 
Elena Mukhina surgiu para o mundo no Mundial de Estrasburgo, com cinco medalhas, sendo três de ouro — concurso geral, equipe e solo — tendo conquistado também outras sete em três edições de campeonatos europeus.
Em 1980, duas semanas antes dos Jogos de Moscou, sua carreira sofreu uma súbita interrupção, quando, ainda se recuperando de uma fratura na perna sofrida no ano anterior, tentou um movimento chamado Salto Thomas, que causou sua queda, fazendo-a quebrar sua cervical em dois lugares a deixando tetraplégica. Em 22 de dezembro de 2006, a ex-ginasta faleceu aos 46 anos, após ter complicações causadas pela sua condição.
Em 2021, ela foi homenageada e introduzida no International Gymnastics Hall of fame.

## Carreira
Elena perdeu a mãe num incêndio ainda criança e seu pai que estava bêbado, foi preso, por conta disso Yelena foi morar com sua avó, Anna Ivanova. Yelena sempre interessou-se pela ginástica, quando uma treinadora apresentou-se em sua escola e perguntou quem gostaria de fazer ginástica, a menina voluntariou-se a tentar. Mais tarde, entrou para a escola CSKA Moscou. Em 1975, ignorada pela equipe técnica soviética — liderada por Larissa Latynina —, a ginasta não qualificou-se para os Jogos de Montreal.
Yelena começou na ginástica já adolescente, com um treinador experiente com ginastas iniciantes, Alexander Yurievich Eglit, e em pouco tempo tornou-se candidata a Mestre do Esporte e Campeã de Moscou. Eglit decidiu confiá-la a Mikhail Klimenko, que foi considerado o melhor treinador de Moscou, chamando-o para observá-la. Klimenko treinou seus estágiarios, incluindo seu irmão, Viktor Klimenko. Ele estabeleceu a meta de vencer os japoneses, que dominavam a ginástica masculina há quase dez anos, antes de trabalhar com Mukhina, treinava apenas homens e garotos. Em 28 de dezembro de 1974, Elena e Mikhail se conheceram, assim começando a trabalhar juntos. Elena tornou-se conhecida do público no Campeonato Nacional Soviético de 1977, no qual terminou com a segunda colocação, e no Europeu de Praga, do qual saiu com a prata no individual geral, o bronze no solo e o ouro nas barras assimétricas, na trave e no solo. Contudo, seus primeiros êxitos em nível mundial, ocorreram no Mundial de Estrasburgo, na França. Nele, superou ginastas como Nellie Kim e Nadia Comaneci, para conquistar o ouro no concurso geral. Além, ainda fora a medalhista de ouro por equipes e no solo, e prata nas barras assimétricas e na trave. Entre seus movimentos realizados durante as disputas, está o Mukhina, no solo, presente no Código de Pontos e o Mukhina flip, nas barras assimétricas, pensado por Viktor Klimenko e inspirado no Korbut Flip; além de uma nova linha de apresentações: inspirada no balé.
Em 1979, a atleta participou do Europeu de Copenhagen, na Dinamarca, no qual conquistou o ouro das assimétricas e a prata do solo. No mesmo ano, preparando-se para os Jogos de Moscou, a ginasta fora pressionada a dificultar mais sua rotina com o salto Thomas — do ginasta Kurt Thomas — considerado difícil para uma mulher realizar, por conta da altura necessária que elas não atingem. Durante os treinamentos para o Mundial de Ft. Worth, quebrou a perna e não participou. Faltando pouco para as Olimpíadas, a ginasta, não totalmente recuperada, retomou os treinamentos. Duas semanas antes dos Jogos, tentando executar o Thomas, caiu. Poucas horas após, os médicos diagnosticaram sua tetraplegia. Mukhina treinava em Minsk, sem o técnico Klimenko, e só teve sua condição levada a público após encerrada a edição russa das Olimpíadas.
Afetado pela nova condição de Mukhina e pela certeza de não se tornar o treinador de uma campeã olímpica, Klimenko mudou-se para a Itália. O salto Thomas fora retirado do CoP feminino e permaneceu no masculino até 2008. Elena trabalhou como colunista do Moscow News e fora o tema principal de alguns documentários da ABC e do A&E. Em 22 de dezembro de 2006, a ex-ginasta faleceu em decorrência das complicações de sua deficiência. Em dezembro de 2007, um memorial de honra foi realizado no Cemitério Troyekurovskoye.
| “ | Não culpo ninguém. Fui estúpida. Queria justificar a confiança que depositaram em mim e ser uma heroína. | ” |

## Principais resultados
| Ano  | Evento                                    | AA               | Equipe          | Salto sobre o cavalo | Trave             | Barras assimétricas | Solo              |
| ---- | ----------------------------------------- | ---------------- | --------------- | -------------------- | ----------------- | ------------------- | ----------------- |
| 1977 | Copa do Mundo                             |                  |                 |                      | Medalha de ouro   | Medalha de ouro     |                   |
| 1977 | Campeonato Europeu                        | Medalha de prata |                 | Medalha de bronze    | Medalha de ouro   | Medalha de ouro     | Medalha de ouro   |
| 1977 | Campeonato Nacional Soviético             | Medalha de prata |                 |                      | Medalha de bronze |                     | Medalha de ouro   |
| 1977 | Copa Soviética                            | Medalha de prata |                 |                      |                   |                     |                   |
| 1978 | Campeonato Mundial de Ginástica Artística | Medalha de ouro  | Medalha de ouro |                      | Medalha de prata  | Medalha de prata    | Medalha de ouro   |
| 1978 | Campeonato Nacional Soviético             | Medalha de ouro  |                 |                      | Medalha de ouro   |                     | Medalha de bronze |
| 1979 | Campeonato Europeu                        |                  |                 |                      | Medalha de ouro   |                     | Medalha de prata  |
| 1979 | Campeonato Nacional Soviético             |                  |                 |                      | Medalha de ouro   |                     |                   |